# آلباتروس سی۷
آلباتروس سی۷ (به انگلیسی: Albatros_C.VII) یک هواگرد از نوع هواگرد شناسایی ساخت شرکت آلباتروس فلوکتسایک‌ورک در آلمان است. هواگرد آلباتروس سی۷ نخستین پروازش را در early 1916 میلادی انجام داد. این هواگرد در سال سپتامبر یا اکتبر 1916 میلادی رسماً معرفی گردید و در سال‌های ۱۹۱۶ تولید شده‌است. در مجموع، تعداد ۴۰۰ فروند از این هواگرد ساخته شده‌است.